# Список найбагатших людей Китаю
За станом на 2015 рік (журнал «Форбс»). Всі особи мають громадянство КНР.
| Номер | Ім'я та рік народження       | Статок (млрд доларів США) | Титульне підприємство, індустрія                                         |
| ----- | ---------------------------- | ------------------------- | ------------------------------------------------------------------------ |
| 1     | Ван Цзяньлінь 王健林 (1954)  | 24,2                      | Wanda 万达 (нерухомість)                                                 |
| 2     | Джек Ма 马云 (1964)          | 22,7                      | Alibaba Group (інтернет)                                                 |
| 3     | Лі Хецзюнь 李河君 (1967)     | 21,1                      | Hanergy (сонячна енергія)                                                |
| 4     | Ма Хуатен 马化腾 (1971)      | 16,1                      | Tencent (інтернет, див. QQ)                                              |
| 5     | Робін Лі 李彦宏 (1968)       | 15,3                      | Baidu 百度 (інтернет)                                                    |
| 6     | Лей Цзюнь 雷军 (1969)        | 13,2                      | Сяомі 小米 (смартфони)                                                   |
| 7     | Цзун Цінхоу 宗庆后 (1945)    | 10,3                      | Wahaha 娃哈哈 (напої)                                                    |
| 8     | Хе Сянцзянь 何享健 (1942)    | 9,9                       | Midea 美的 (електроніка)                                                 |
| 9     | Ван Веньїнь 王文银 (1968)    | 9,9                       | Amer International (кабелі)                                              |
| 10    | Вей Цзяньцзюнь 魏建军 (1964) | 8,9                       | Great Wall (автомобілі)                                                  |
| 11    | Лю Цяндун 刘强东 (1974)      | 7,4                       | Інтернет-комерція (JD.com, до 2013 360buy)                               |
| 12    | Ван Цзін 王靖 (1972)         | 6,9                       | Beijing Xinwei (телекомунікації, консалтинг; див. Нікарагуанський канал) |
| 13    | Вільям Дін 丁磊 (1971)       | 6,6                       | NetEase (комп'ютерні ігри, інтернет-сервіси)                             |
| 14    | Лю Юнсін 刘永行 (1948)       | 6,6                       | East Hope Group (агробізнес та інші промислові сфери)                    |
| 15    | Сю Цзяїнь 许家印 (1958)      | 6,2                       | Evergrande Group (нерухомість)                                           |